# Фукусові
Фукусові (Fucaceae) — родина бурих водоростей, що містить шість родів:
- Ascophyllum Stackhouse — 1 вид
- Fucus L. — 15 видів
- Hesperophycus Setchell & Gardner — 1 вид
- Pelvetia Decne. & Thur. — 1 вид
- Pelvetiopsis N.L.Gardner — 2 види
- Silvetia E.Serrão, T.O.Cho, S.M.Boo & S.H.Brawley — 3 види